# Condado de Harrison (Virgínia Ocidental)
O Condado de Harrison é um dos 55 condados do estado norte-americano da Virgínia Ocidental. A sede do condado é Clarksburg, que é também a sua maior cidade. O condado tem uma área de 1080 km² (dos quais 3 km² estão cobertos por água), uma população de 68 652 habitantes, e uma densidade populacional de 64 hab/km² (segundo o censo nacional de 2000). O condado foi fundado em 1843 e recebeu o seu nome em homenagem a Benjamin Harrison V (1726-1791), líder revolucionário da Guerra da Independência dos Estados Unidos e pai de William Henry Harrison, presidente do país.